# Thomas ap Roger Vaughan

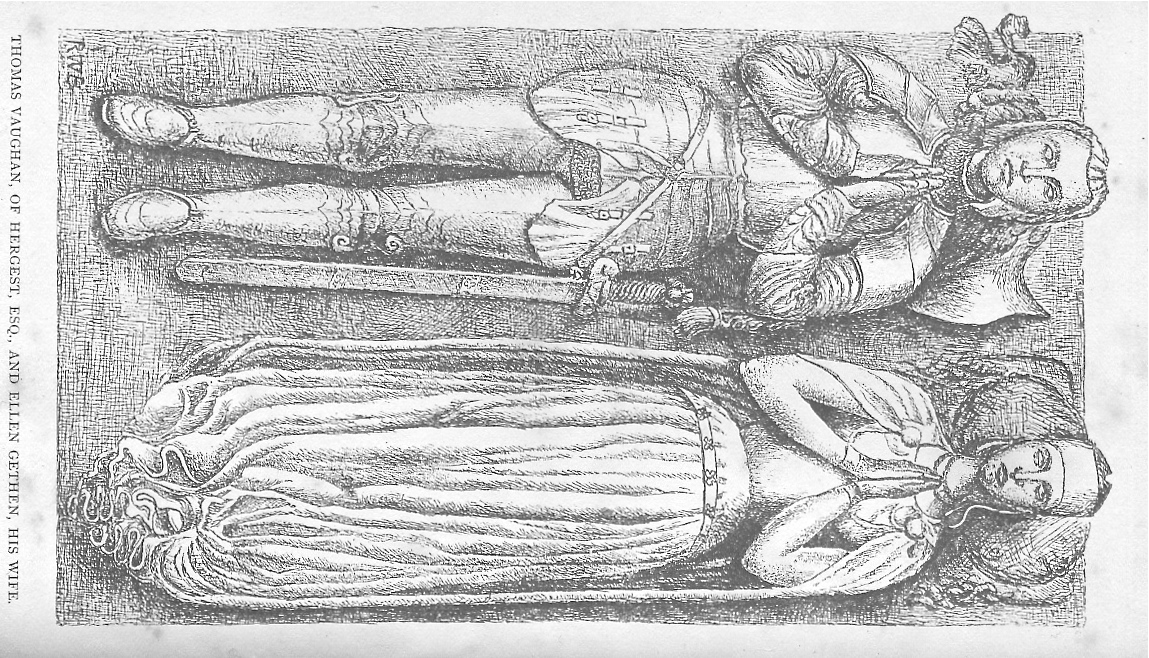
Grabdenkmal von Thomas ap Roger Vaughan und seiner Frau Elen in der Kirche von Kington. Zeichnung von 1872

Thomas ap Roger Vaughan († 23. oder 26. Juli 1469 bei Danes Moor) war ein walisischer Adliger. 
Thomas war der vermutlich zweite Sohn von Roger Fychan und von dessen Frau Gwladus, einer Tochter von Dafydd Gam. Sein Vater fiel 1415 in der Schlacht von Azincourt, nach dessen Tod heiratete seine Mutter in zweiter Ehe Sir William ap Thomas. Während sein älterer Bruder Watkyn Bredwardine Castle in Herefordshire erbte und sein jüngerer Bruder Roger als Gefolgsmann ihres Halbbruders William Herbert Herr von Tretower wurde, erbte Thomas Besitzungen bei Kington in Herefordshire, wo er um 1430 anstelle eines älteren Anwesens ein neues Herrenhaus, Hergest Court, erbaut.
Ab Mitte der 1440er Jahre stand Vaughan im Dienst von Humphrey Stafford, der 1444 zum Duke of Buckingham erhoben wurde. Von 1453 bis 1454 war er Verwalter von Brecknock, Hay und Huntington, und während der Minderjährigkeit des 2. Dukes of Buckingham bestätigte ihn König Eduard IV. im September 1461 als Verwalter der südwalisischen Besitzungen der Familie Stafford. Wie seine Verwandten war er während der Rosenkriege ein loyaler Unterstützer des Hauses York. Zwar fiel er durch das Coventry Parliament 1457 zusammen mit anderen Verwandten unter eine Generalamnestie von König Heinrich VI., und 1460 sollte er im Auftrag des Königs Besitzungen von Richard von York und des Earl of Warwick in Herefordshire besetzen, dennoch blieb er weiterhin ein überzeugter Yorkist. Er fiel in der Schlacht von Edgecote Moor, wobei umstritten ist, ob er in einem Geplänkel vor der Schlacht oder in der Hauptschlacht fiel. Er wurde in der Kirche von Kington begraben, wo das Grabdenkmal von ihm und seiner Frau noch erhalten ist.
Er heiratete Elen Gethin, eine Tochter von Cadwgan ap Dafydd. Mit ihr hatte er drei Söhne und eine Tochter:
- Watkyn
- Richard († nach 1469)
- Roger
- Alice (oder Elizabeth) ⚭ Robert Whitney

Er und seine Söhne förderten walisische Dichter. In ihrem Wohnsitz Hergest Court bewahrten sie eine Sammlung walisischer Texte, die als Red und White Book of Hergest bekannt sind, eventuell wurden diese Sammlungen sogar durch ihre Förderung angelegt.